# Борнейские равнинные дождевые леса
Борнейские равнинные дождевые леса — экорегион в тропических и субтропических влажных широколиственных лесах на острове Калимантан в Юго-Восточной Азии. Он является домом для более чем 10 000 видов растений, 380 видов птиц и нескольких видов млекопитающих. Площадь Борнейских равнинных лесов уменьшается из-за лесозаготовок и коммерческого использования земли.

## Местоположение и описание
Всемирный фонд дикой природы разделил Калимантан на семь экорегионов: пять областей низменных лесов, Борнейские горные дождевые леса и Горные кустарники Кинабалу. Низменности отличаются климатом (в восточной части острова суше) или разделяются крупными реками Капуас и Барито, которые предотвращают свободное распространение животных и рептилий по всему острову. Выделяют следующие низменные экорегионы: большие по площади леса торфяных болот, Пустынные леса Сундабанда, пресноводные болота лесов южной части острова (англ. Southern Borneo Freshwater Swamp Forests) и мангровые заросли на побережье (англ. Sunda Shelf Mangroves). Борнейские низменные тропические леса, описанные в этой статье включают все низменные районы, даже те, которые нельзя чётко отнести к определённому типу. Они покрывают площадь около 427 500 км², находясь во всех политических территориях острова: Калимантане (Индонезия), Сараваке и Сабахе (Малайзия) и Брунее.
Низменности Калимантана имеют стабильный климат, норма ежемесячных осадков превышает 200 мм на протяжении всего года и температура не опускается ниже +18 °С.

## Экология
В ледниковую эпоху плейстоцена, весь Калимантан, Ява, Суматра и материковый Индокитай были одной частью суши. Это позволило растениям и животным мигрировать из одного региона в другой. Теперь Калимантан отделен от полуострова Малакка и других островов, но все же большая часть растительного и животного разнообразия схожа.

## Флора

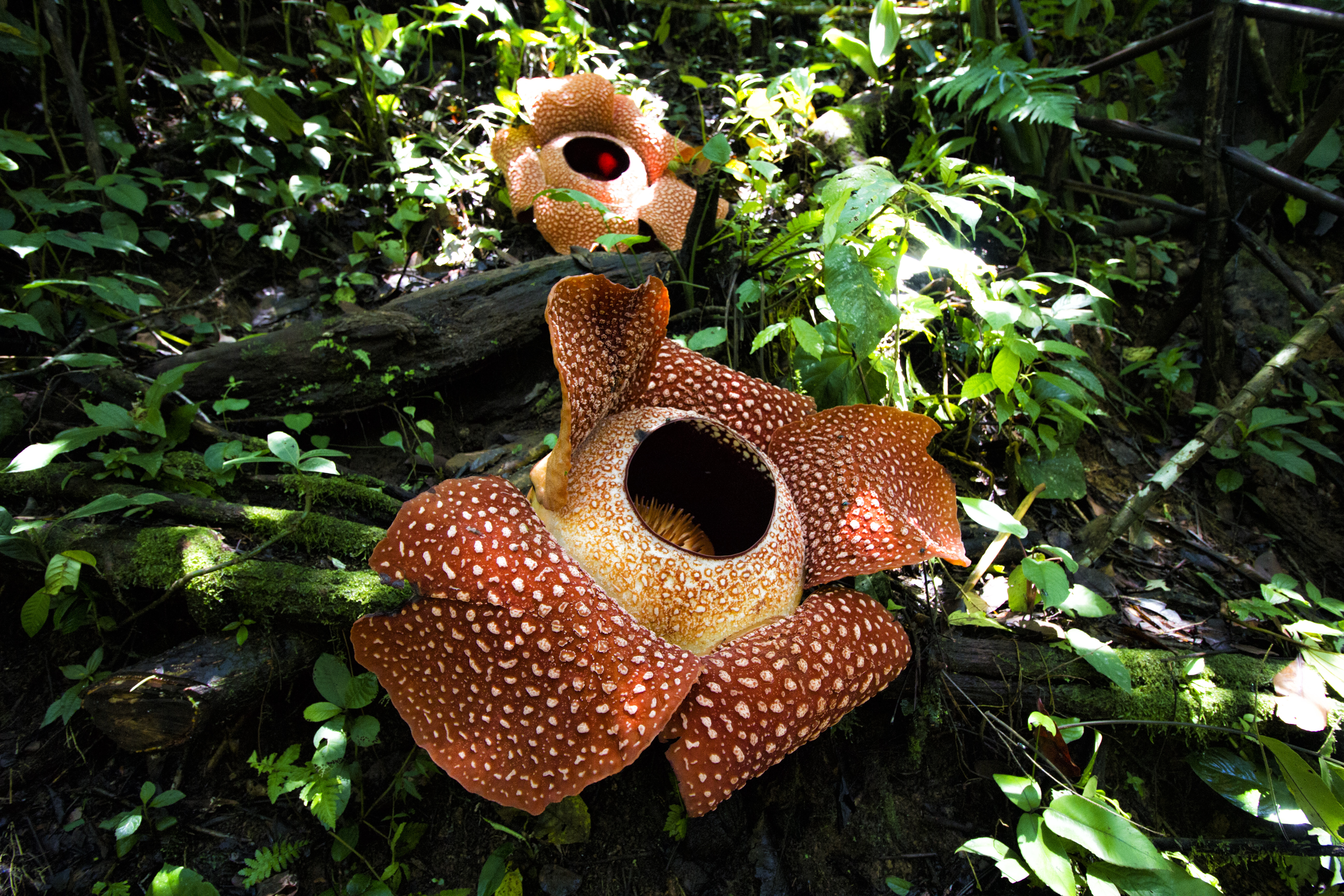
Гигантские цветы раффлезии Арнольды

Тропические леса низменностей Калимантана являются богатейшими по биоразнообразию в мире. Подсчёт видов древесной растительности на типичной 128-акровой (около 52 га) площадке даёт в среднем 1200 видов, из которых не менее половины эндемики острова, при этом общее количество деревьев на площадке — 360 тысяч (к примеру — аналогичная площадка в Центральной Америке даёт 306 видов при количестве стволов 238 тысяч). Климатические условия идеальны для растущих здесь 10 000 видов растений. Среди них около 2000 видов орхидей, 3000 древесных видов, в том числе 267 из семейства Диптерокарповые, из которых 155 являются эндемиками Калимантана. Это делает остров центром разнообразия диптерокарповых. Флора включает пять видов рода раффлезия (Rafflesia), обладающих сильным запахом, один из которых, раффлезия Арнольда (Rafflesia arnoldii), имеет цветы более метра в ширину, что делает его крупнейшим цветком в мире. На известняковых нагорьях полуострова Сангкулиранг и Саравака развиваются характерные для таких местообитаний растительные сообщества, так же как в горах Лаби (англ. Labi Hills) на границе Брунея и Салавака.

## Фауна
Дикая природа этого экорегиона состоит из большого числа лесных животных начиная от самых маленьких белок в мире, Exilisciurus exilis, до крупнейших наземных млекопитающих в Азии — азиатских слонов (Elephas maximus). Она включает в себя виды, которые находятся на грани исчезновения: суматранского носорога, калимантанского орангутана (Pongo pygmaeus), двенадцать других видов приматов, бородатую свинью (Sus barbatus) и калимантанского мунтжака (Muntiacus atherodes). Кроме орангутанов на острове живёт ещё два вида приматов: гиббон Мюллера (Hylobates muelleri) и Белобородый гиббон (Hylobates albibarbis)), пять видов лангуров, свинохвостый макак (Macaca nemestrina), макак-крабоед (Macaca fascicularis), западный долгопят (Tarsius bancanus), большой толстый лори (Nycticebus coucang) и находящийся под угрозой исчезновения носач (Nasalis larvatus). Плотоядные животные включают исчезающих дымчатого леопарда (Neofelis diardi), малайского медведя (Helarctos malayanus), выдровую циветту (Cynogale bennettii) и ряд других куньих и виверровых.

Среди 380 видов птиц восемь птиц-носорогов, восемнадцать дятлов и тринадцать пит. Девять близко-эндемичных и два эндемичных вида: чернобровая мышиная тимелия (Malacocincla perspicillata) и Белопоясничный шама-дрозд (Copsychus stricklandii). Среди богатого разнообразия пресмыкающихся и земноводных крокодилов и калимантанский безухий варан (Lanthanotus borneensis). Звуки леса меняются изо дня в ночь, когда эти различные виды этих птиц и животных выходят на охоту или водопой.

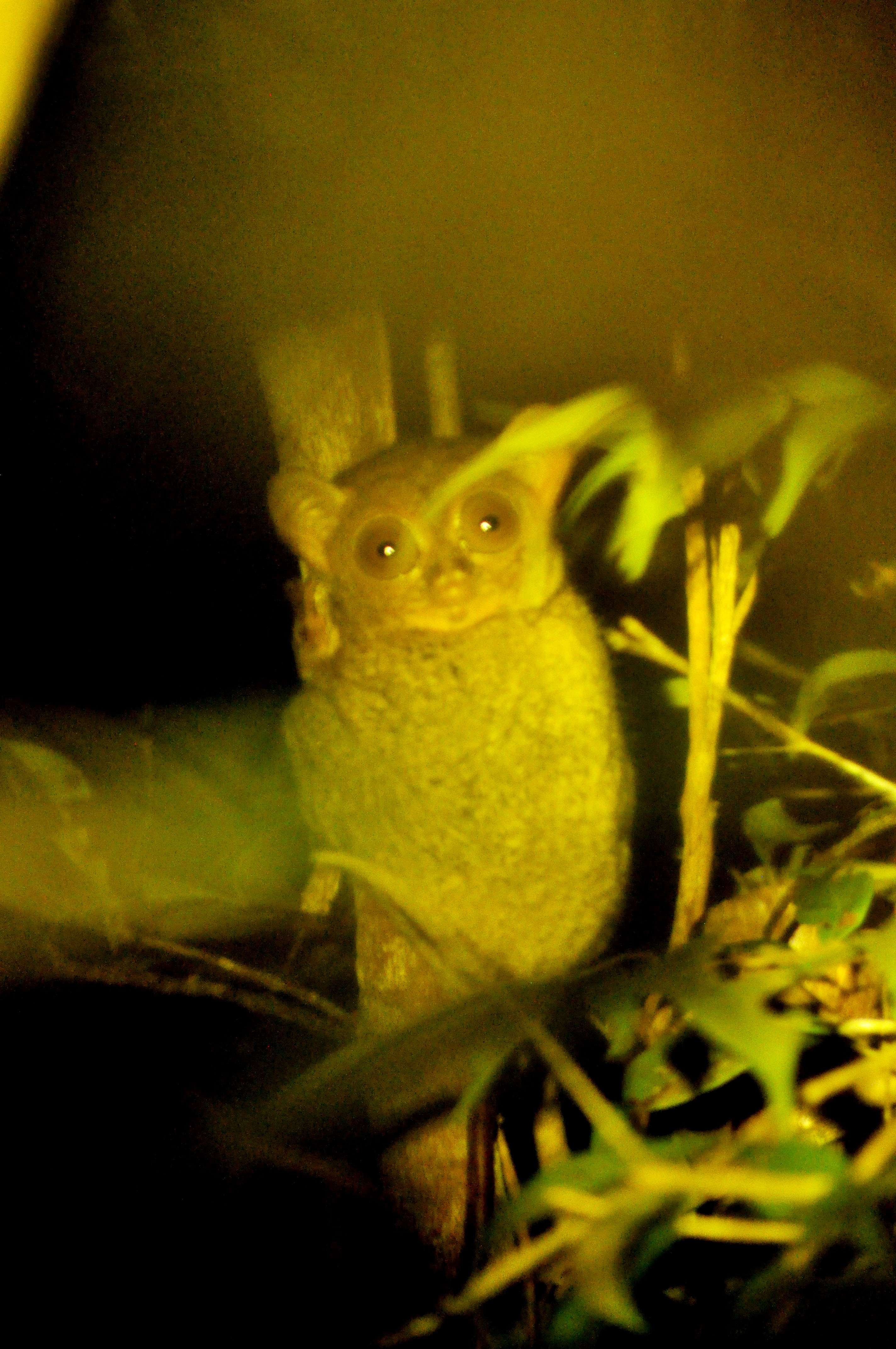
Западный долгопят
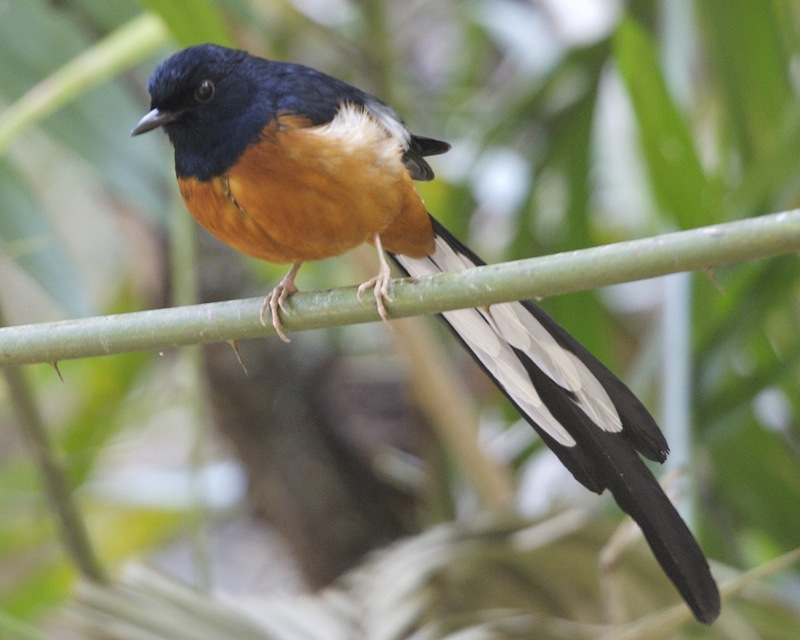
Белопоясничный шама-дрозд
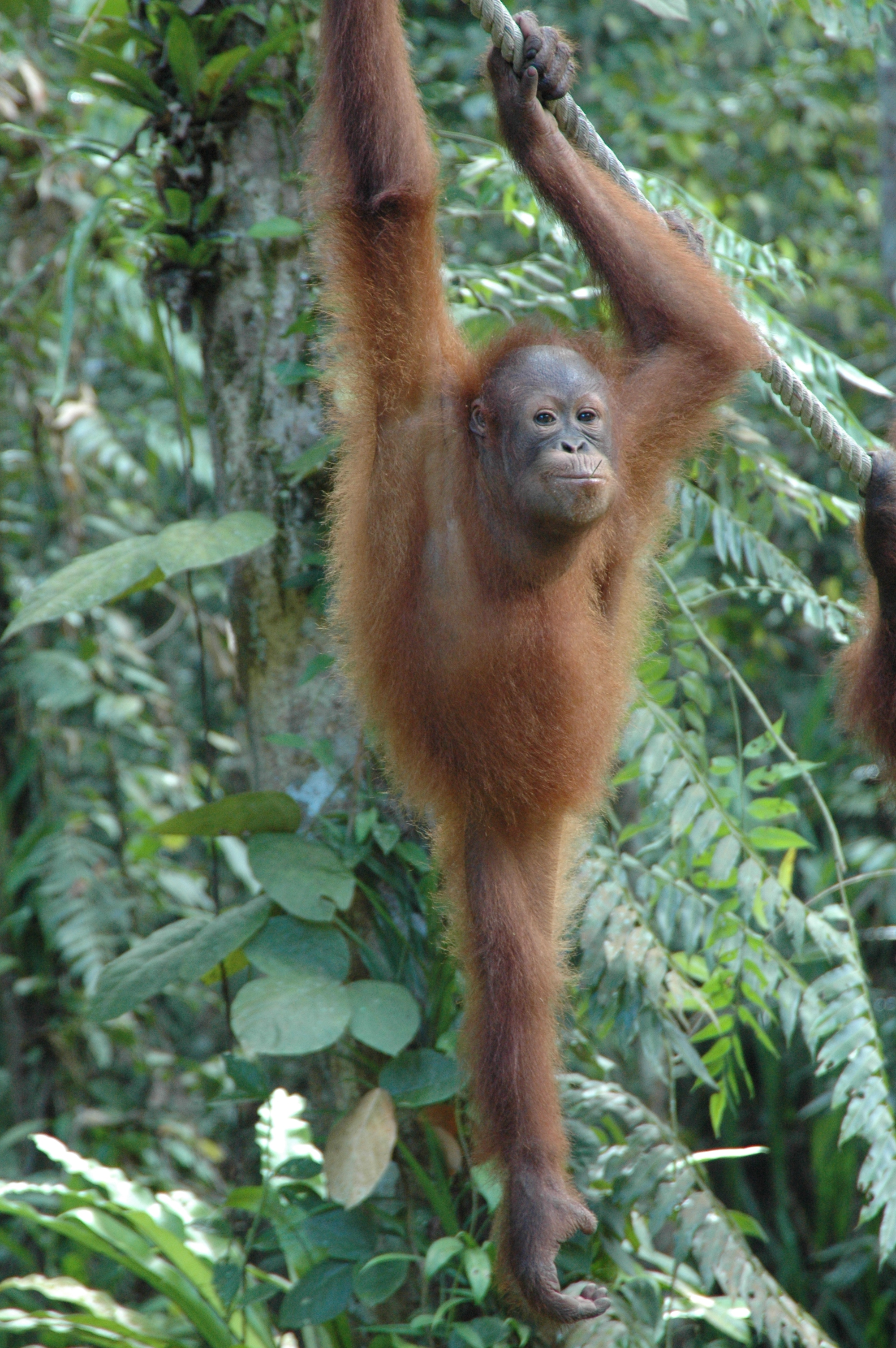
Калимантанский орангутан
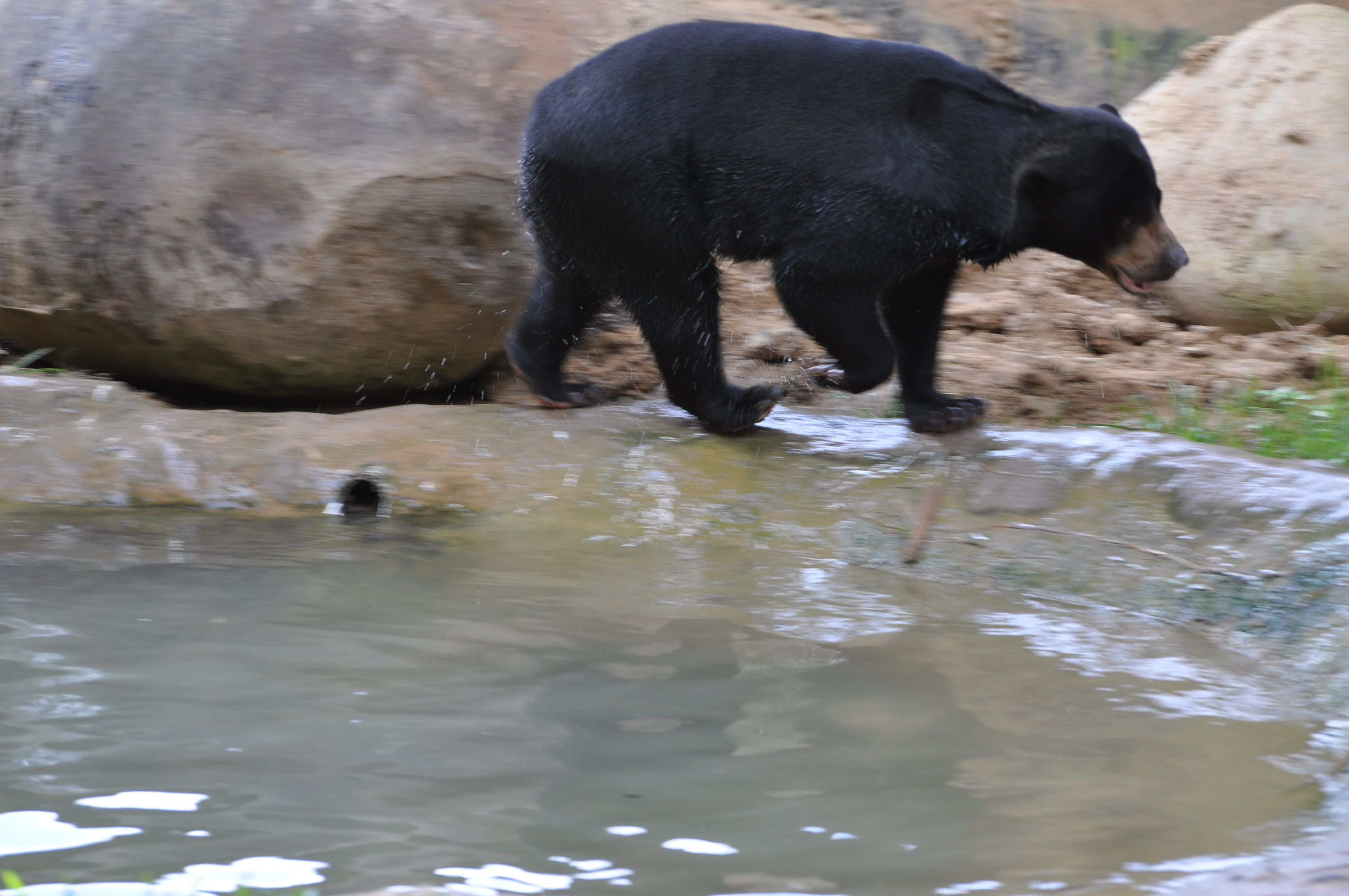
Малайский медведь

## Угрозы и охрана

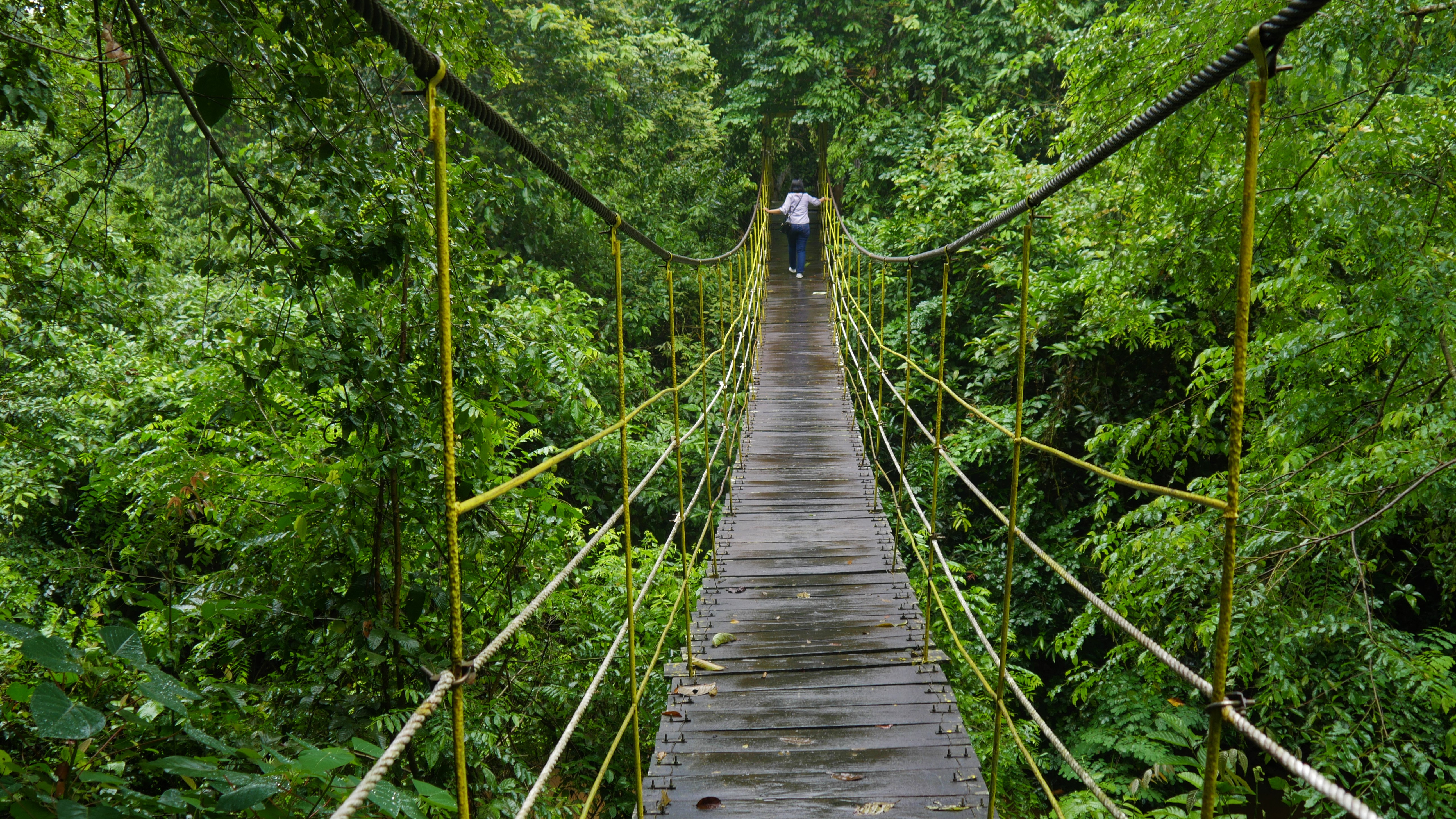
Подвесная тропа в национальном парке Кутай

Расчистка и преобразование естественных лесов в участки для выращивания каучука, пальмового масла и промышленные плантации древесины, а также их уничтожение для мелких фермерских хозяйств привели к значительному обезлесению в последние десятилетия. В 1982—1983 годах и вновь в 1997—1998 годах, лесные пожары в Калимантане очистили около 25 000 км² каждый раз для посадок пальм для производства пальмового масла. Дальнейшая угроза в штате Сабах исходит от разведки нефти и угля в бассейне Малиау и осушение водно-болотных угодий на полуострове Клиас (англ. Klias). В 2001 году Всемирный фонда дикой природы сделал прогноз, что «Если нынешняя тенденция разрушения среды обитания будет продолжаться, к 2010 году низинных лесов Калимантана не останется.» Хотя этот прогноз не оправдался, существует мнение, что «если нынешние темпы вырубки лесов продолжатся, лесной покров на острове Калимантан, по прогнозам, снизится с 50 % до менее чем одной трети к 2020 году».
Среди крупных заповедников на острове Калимантан можно отметить Бетунг Керихун, Кутай, Плейхари Мартапура (англ. Pleihari Martapura Wildlife Reserve) и Каян Ментаранг в Калимантане, и Табин в штате Сабах.